# ليوني كونغ
ليوني كونغ هي لاعب كرة مضرب سويسرية، ولدت في 21 أكتوبر 2000.

## وصلات خارجية
- ليوني كونغ على موقع رابطة محترفات التنس (الإنجليزية)
- ليوني كونغ على موقع الاتحاد الدولي لكرة المضرب (الإنجليزية)
- ليوني كونغ على موقع خلاصة التنس.كوم (الإنجليزية)